# Чемеровецький парк
Чемерове́цький парк — парк-пам'ятка садово-паркового мистецтва місцевого значення в Україні. Розташований у селищі Чемерівці Кам'янець-Подільського району Хмельницької області.

## Основні відомості
Площа 5,9 га. Заповіданий рішенням IX сесії Хмельницької обласної ради від 11 липня 2007 року № 23-9/2007. 
Охоронна зона — 25 м. У парку нараховується понад 60 видів деревних і чагарникових порід: сосна Веймутова, сосна чорна, Ялівець козацький, черемха, ялівець віргінський, дуб скельний та інші. В парку змонтована гірка, яка імітує Товтровий кряж. На ній зростають види рослин, що занесені до Червоної книги України: скополія карніолійська, підсніжник білосніжний та інші. 
Входить до складу національного природного парку «Подільські Товтри».